# Erateina radiaria
Erateina radiaria là một loài bướm đêm trong họ Geometridae.